# Jens Worm
Jens Worm, född den 24 augusti 1716, död den 31 december 1790, var en dansk skolman och litteraturhistoriker, siste ättling till Ole Worm på manslinjen. 
Worm studerade i 7 år i Köpenhamn, styrde därefter 1740-75 den lärda skolan i Århus, sin födelsestad, först som konrektor, sedan 1752 som dess rektor. 
Worm har skrivit Forsøg til en Skolehistorie; hans huvudverk är dock hans Leksikon over danske, norske og islandske lærde Mænd, som ved trykte Skrifter have gjort sig bekendte (2 band, 1771-73; supplement 1784).